# Костішата
Костішата (рум. Costișata) — село у повіті Димбовіца в Румунії. Входить до складу комуни Бездяд.
Село розташоване на відстані 92 км на північний захід від Бухареста, 28 км на північ від Тирговіште, 53 км на південь від Брашова.

## Населення
За даними перепису населення 2002 року у селі проживали 267 осіб, усі — румуни. Усі жителі села рідною мовою назвали румунську.